# Bizarro Welt
 (juillet 2018).
Bizarro Welt, aussi stylisé BIZARRO WELT, est un groupe de punk rock allemand, originaire de Naturno dans le Tyrol du Sud, en Italie. Les membres sont surtout connus pour leurs paroles humoristiques et morceaux relativement courts, mais agressifs. Le groupe se décrit comme « dorfrebellen » et son style musical de « glampunk » ou « mülltonnenrock ». Ils comptent au total cinq albums studio.
En 2016, un jeu de cartes à l'effigie du groupe est publié.

## Biographie
Le groupe est formé en 2009 à Naturno, dans le Vinschgau, par les amis d'enfance Daniel Rainer, Thomas Pircher et Thomas Unterthurner. Tous les membres avaient déjà joué dans plusieurs autres groupes ; Rainer et Unterthurner ont joué pour la dernière fois au sein de Kamikaze Einhundert. Les origines exactes de leur nom de groupe, Bizarro Welt, ne sont pas connues. Le logo du groupe, le « sac », est spontanément dessiné par Thomas Pichler à l'aide du logiciel Microsoft Paint.
Le groupe s'inspire significativement de Die Ärzte, des Ramones et de Turbonegro. Toujours en 2009, leur premier album, intitulé Mülltonnenrock Vol. I, est publié. Cet album contient déjà tous les éléments stylistiques (voir le style dans son intégralité) qui fait le groupe.
En 2011 sort l'album Mülltonnenrock Vol.II, qui contient entre autres une reprise du morceau Denim Demon de Turbonegro, ainsi qu'une reprise punk du morceau Her mit meinen Hennen du groupe Klostertaler. Le morceau Dorferbellen, est clippé. 2012 représente la fin de la trilogie Mülltonnenrock avec la sortie de Mülltonnenrock Vol. III. Après que le groupe ait obstinément refusé de se produire en public, il participe au festival Rock the Lahn, devant 1 000 spectateurs. Plus tard cette année, sort la compilation Mülltonnenrock, qui comprend tous leurs albums de cette période.
L'album Klimmzüge der Herzen sort le 14 décembre 2013, et contient une version punk du titre s'Motorradl de Sepp Messner Windschnur. Au cours de la même année, le groupe participe, entre autres, au Ghosttown Festival de Prad am Stilfserjoch, et au traditionnel Open Air GAUL dans les Gaulschlucht à Lana. Les morceaux Vegas, Naturns, Unser Frau et 55,5% (Mittelmaß) sont clippés. Ils contribuent aussi au sampler Mir singen dei Liader nitt für Geld avec le morceau FCO.
En 2014 et 2015, Bizarro Welt donne plusieurs concerts, jouant avec Dropkick Murphys, Airbourne et beaucoup d'autres groupes au Rock im Ring Festival de Ritten, avec Terror, Deez Nuts, The Casualties au POISON FEST!, et au Homes 4 Life de Vienne.
La sortie de l'album Hirnfaul s'effectue le 1er avril 2016 et s'accompagne de plusieurs apparitions dans et en dehors de l'Allemagne, avec les Donots, Flogging Molly, The Hives, Itchy Poopzkid et d'autres groupes devant 7 000 spectateurs au Rock im Ring de Ritten.  En avril 2017, sort le best-of 1000 Jahre BIZARRO WELT - Alle Greatest Hits.. En mai 2017, le groupe revient jouer à l'Open Air GAUL où Manuel Profunser l'accompagne en tant que chanteur invité.

## Jeu de cartes

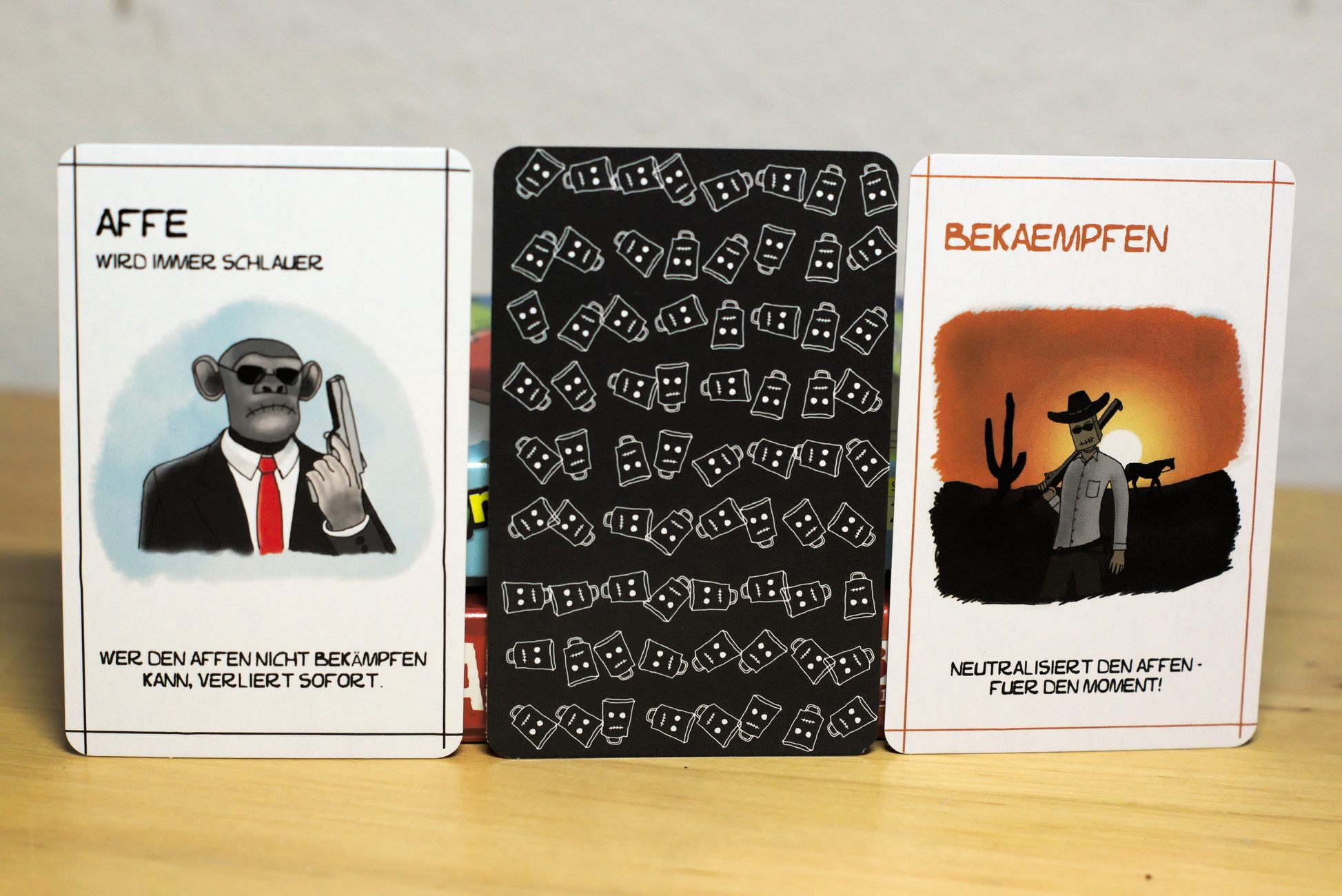
Jeu de cartes ACHTUNG ACHTUNG.

En septembre 2016, quelques images de cartes à jouer sont sur la page Facebook du groupe, mais sans contexte explicatif. Elles sont suivies par d'autres images, elles-mêmes suivies le 4 décembre 2016, d'une bande-annonce, présentant conjointement un jeu de cartes. Le jeu de cartes, appelé ACHTUNG ACHTUNG, est publié le 23 décembre 2016, en même temps qu'une application mobile pour les appareils Android. En avril 2017 s'effectue pour la première fois avant un concert, un tournoi de jeu de cartes ACHTUNG ACHTUNG

## Accueil
L'éditeur musical Neue Südtiroler Tageszeitung choisit Bizarro Welt et son album Klimmzüge der Herzen qu'il considère meilleur album 2013 et le clip du morceau 55,5 % (Mittelmaß) qu'il considère meilleur clip 2013.

## Discographie

### Albums studio
- 2009 : Mülltonnenrock Vol. I
- 2011 : Mülltonnenrock Vol. II
- 2012 : Mülltonnenrock Vol. III
- 2013 : Klimmzüge der Herzen
- 2016 : Hirnfaul

### Compilations
- 2012 : Mülltonnenrock
- 2016 : 1000 Jahre BIZARRO WELT - Alle Greatest Hits (cassette)

### Samplers
- Verzerrte Hausmannskost (CD)
- Mir singen dei Liader nitt für Geld (CD)
- Plastic Bomb #97 (CD)